# Rede Brasil (Administração de Marcas)
A Rede Brasil é uma união de varejistas brasileiros fundada em 2004. A empresa é formada por 16 redes de supermercados, mais de 500 lojas, espalhadas por todo o Brasil, que juntas são o quarto maior grupo em faturamento do segmento do varejo brasileiro, depois do Carrefour,  GPA e Assai 

## Supermercados
A união é composta pelos seguintes supermercados:
- Araújo (sede: Rio Branco/AC)
- Arco-Mix (sede: Jaboatão dos Guararapes/PE)
- Atacadão Atakarejo (sede: Salvador/BA)
- Bahamas (sede: Juiz de Fora/MG)
- Bonanza (sede: Caruaru/PE)
- Coop (sede: Santo André/SP)
- Grupo Coutinho (sede: Serra/ES)
- Formosa (sede: Belém/PA)
- Fortaleza (sede: Amapá/AP)
- MundialMix (sede: Palhoça/SC)
- Mercadinhos São Luiz (sede: Fortaleza/CE)
- Nordestão (sede: Natal/RN)
- Palato (sede: Maceió/AL)
- Supernosso (sede: Contagem/MG)
- Tonin (sede: São Sebastião do Paraíso/MG)
- Zona Sul (sede: Rio de Janeiro/RJ)